# Aleksandr Ivanov (escaquista)
|  | No s'ha de confondre amb Ígor Ivanov (escaquista). |

|  | Per a altres significats, vegeu «Aleksandr Ivanov (desambiguació)». |

Aleksandr Vladimírovitx Ivanov (en rus: Александр Владимирович Иванов; nascut l'1 de maig de 1956) és un jugador d'escacs estatunidenc d'origen rus, que té el títol de Gran Mestre des de 1991. Ivanov resideix a Massachusetts amb la seva muller, Esther Epstein, i ha guanyat en vuit ocasions el Campionat de Massachusetts, entre 2002 i 2012.
A la llista d'Elo de la FIDE del desembre de 2021, hi tenia un Elo de 2466 punts, cosa que en feia el jugador número 52 (en actiu) dels Estats Units. El seu màxim Elo va ser de 2606 punts, a la llista de gener de 2006 (posició 132 al rànquing mundial).

## Resultats destacats en competició
Ivanov va guanyar el Campionat dels Estats Units el 1995 (empatat amb Nick de Firmian i Patrick Wolff).
El 1980, fou primer al torneig de joves mestres de l'URSS. El 1982, fou 1r ex aequo amb Anatoli Kàrpov i Borís Gulko al torneig internacional de Moscou, on hi participaren 51 GMs. Va guanyar dues vegades el Campionat del Bàltic, els anys 1982 a Pärnu, i 1987 a Kuldīga (ex aequo amb Lembit Oll i Leonid Basin).
El 1988 va emigrar cap als Estats Units, i allà de seguida hi causà sensació, en quedar primer al National Open i al World Open de 1989. Obtingué el títol de Gran Mestre Internacional el 1991. El 1998 va guanyar el Campionat Panamericà a San Felipe. Els anys 2000, 2001, i 2006 empatà al primer lloc al World Open de Filadèlfia.
A finals de l'any 2005, va participar en la Copa del món de 2005 a Khanti-Mansisk, un torneig classificatori per al cicle del Campionat del món de 2007, on va tenir una actuació discreta i fou eliminat en segona ronda per Joël Lautier, després d'haver eliminat en Julio Granda a la primera ronda. El 2007 empatà al primer lloc amb cinc altres jugadors al Campionat Panamericà disputat a Cali, Colòmbia (el campió fou Julio Granda).
Entre l'agost i el setembre de 2011 participà en la Copa del món de 2011, a Khanti-Mansisk, un torneig del cicle classificatori pel Campionat del món de 2013, i hi va tenir una bona actuació. Avançà fins a la segona ronda, quan fou eliminat per ígor Lissi (1½-2½).